# Aulosaphoides brevitarsus
Aulosaphoides brevitarsus är en stekelart som beskrevs av Van Achterberg 1995. Aulosaphoides brevitarsus ingår i släktet Aulosaphoides och familjen bracksteklar. Inga underarter finns listade.